# باتريك ديون
باتريك ديون هو رسام رسوم متحركة وكاتب سيناريو ورسام توضيحي ومصمم جرافيك ومخرج كندي، ولد في 17 مايو 1979 في مونتريال في كندا.

## وصلات خارجية
- الموقع الرسمي
- باتريك ديون على موقع IMDb (الإنجليزية)
- باتريك ديون على موقع قاعدة بيانات الفيلم (الإنجليزية)